# Ciorăpărie

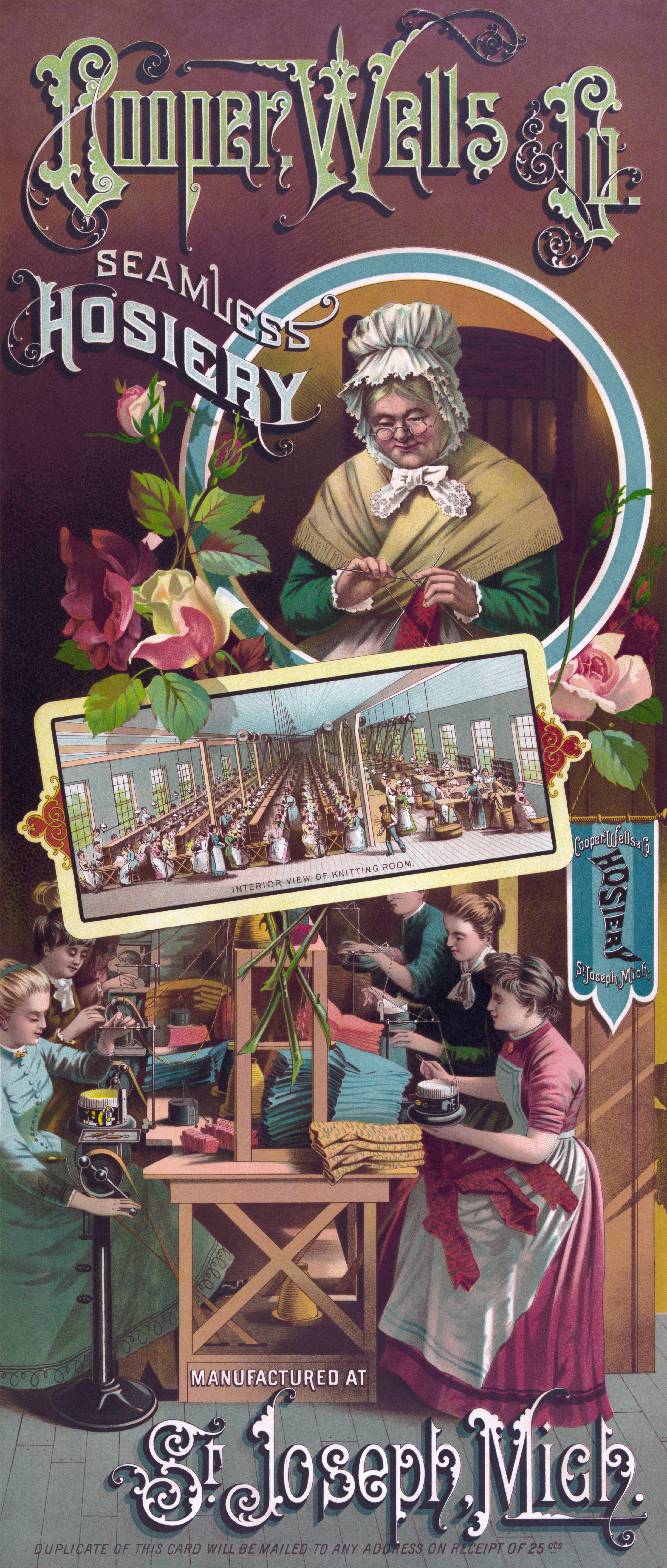
Reclamă pentru o fabrică de ciorăpărie. Punblicată în 1886.

Ciorăpăria reprezintă totalitatea articolelor de îmbrăcăminte a căror scop este să fie purtate pe picioare de către oameni. De asemenea, termenul se folosește și pentru toate tipurile de tricoturi.